# Palazzetto dello sport (Sulmona)
Il palazzetto dello sport è un impianto sportivo polivalente che sorge a Sulmona.
Insieme allo stadio di atletica e lo stadio del rugby fa parte degli impianti sportivi "Nicola Serafini".
L'impianto oltre ad essere sede degli incontri sportivi delle squadre di pallacanestro e pallavolo di Sulmona ospita concerti musicali.
Tra i vari artisti che vi si sono esibiti compaiono anche Gianni Morandi, Alessandra Amoroso, i Pooh e la sulmonese Nicole Tuzii.